# Јарослав Кратина
Јарослав Кратина (Костајница, 14. јул 1893 —  Београд, 30. септембар 1973) био је сликар, копист фреска и икона и рестауратор.

## Биографија
Рођен је у Костајници 1893. године, гдје је завршио основно образовање, а 1919. године завршио је Вишу умјетничку школу за умјетност и умјетнички обрт у Загребу код професора Беле Чикоша-Сесије. Пореклом је Чех. У Првом свјетском рату, био је добровољац у српској војсци. У Београду се настанио 1920. где је исте године имао и прву самосталну изложбу. Излагао је са „Обликом“ и „Ладом“. Јарослав Кратина је међу првим нашим копистима фресака (1912), а од тада се, тим послом и рестаурацијама фресака веома успјешно бави дуги низ година (копије у Народном музеју у Галерији фресака). Радио је у црквама и манастирима широм бивше Југославије. 	
Био је и професор на Академији ликовних умјетности у Београду а такође се бавио и илустрацијама и опремом књига. За нову цркву Сабора Светог Архангела Гаврила у Севојну Јарослав је урадио 17 великих зидних слика и неколико посебних икона које готово у потпуности сачињавају ентеријер овог храма. 
Иконостас у цркви Рођења Пресвете Богородице у Шљивовици, је урађен од дрвета и украшен је иконама које је радио сликар Кратина. Био је и главни рестауратор у цркви Св. Ђорђа у Ораховцу гдје је обновио фреске које су насликане у XVI и XVII вијеку. У цркви Сабора Светог Архангела Гаврила у Чајетини Јарослав Кратина је урадио нови иконостас а исто тако је одговоран за обнову око 15 икона у истој цркви. Манастир Клисура се такође може похвалити да је Кратина 1952. године од јако оштећених фресака у манастиру урадио, како каже прота Милисав Протић, данашњи живопис. 
Јарослав Кратина је један од главних водитеља умјетничких радова на цркви Свете Тројице у Бањој Луци гдје су још 1938. године почели обимни радови на изради обликовања орнамената, мозаика, икона, медаљона и фресака. Под његовим вођством су радиле и умјетничке групе „Зоограф“ и „Облик“.